# Francisco García (baloncestista)
Francisco Alberto García (San Francisco de Macorís, 31 de diciembre de 1981) es un exjugador de baloncesto dominicano que disputó 10 temporadas en la NBA. Con 2,01 metros de estatura, jugaba en las posiciones de escolta y alero.

## Carrera

### Universidad
Francisco García pasó tres temporadas en la Universidad de Louisville bajo la tutela de un técnico de la solera de Rick Pitino. Compartió equipo con otro futuro NBA, Reece Gaines.
En su primera campaña en los Cardinals, el versátil dominicano dejó constancia del buen futuro que le esperaba con 11,2 puntos y casi 3 asistencias. En su año sophomore, en la 2003-04 firmó su mejor temporada a nivel individual con 16,4 puntos, 4,7 asistencias y otros tantos rebotes.
El mayor éxito lo vivió en su año júnior cuando logró colarse en la Final Four de 2005 en la NCAA, en St. Louis, Misuri. Sin embargo, el equipo acabó 4.º, perdiendo tanto las semifinales, como la final de consolación. En esa 2004-05 promedió 15,7 puntos, 4,2 rebotes y 3,9 asistencias. Al finalizar la temporada, decidió presentarse al draft.

### Profesional

#### NBA
García llegaba con una muy buena fama ganada al draft de 2005, donde fue elegido en el puesto 23 por Sacramento Kings. Allí alternó entre escolta y alero, dada su versatilidad, pero por norma saliendo desde el banquillo como sustituto de Ron Artest. Sus números en su temporada como novato fueron de 5,6 puntos y 2,8 rebotes.
Su segunda temporada en la liga se saldó algo mejor, aunque gozó de menos minutos (17,8), mejoró sensiblemente sus nivel de anotación (6 puntos) y sobre todo sus porcentajes, algo mediocres en su año rookie. El 11 de abril de 2007, firmó su mejor partido en la NBA con los Spurs enfrente, hizo 22 puntos, su máximo en cuanto a puntos se refiere. Fue el capitán de los Sacramento Kings, siendo el primer dominicano en ser capitán de un equipo de NBA.
Durante la temporada 2012-13, en febrero de 2013, fue traspasado a los Houston Rockets junto con Thomas Robinson y Tyler Honeycutt a cambio de Patrick Patterson, Toney Douglas y Cole Aldrich. Tras el traspaso elevó su rendimiento inmediatamente en los playoffs, promedió 10,7 puntos por partido con un porcentaje de 45,9% de acierto en triples en 27,3 minutos. A pesar de que hizo un buen trabajo defensivo ante Oklahoma City, tratando de parar a Kevin Durant, el equipo no pudo llegar a la segunda ronda.
El 5 de agosto de 2013, renovó su contrato con los Houston Rockets.
En agosto de 2014, renovó su contrato por un año más con los Rockets. El 19 de diciembre de 2014, fue despedido por los Rockets después de la adquisición de Corey Brewer y Alexey Shved en un traspaso.

#### Puerto Rico
En enero de 2016, García firmó un contrato con los Vaqueros de Bayamón del Baloncesto Superior Nacional de Puerto Rico. Pero el 12 de mayo fue despedido.

#### República Dominicana
En mayo de 2017, García firmó un contrato de un año con los Indios de San Francisco de Macorís de la Liga Nacional de Baloncesto de República Dominicana siendo su primera aparición en este torneo.

## Estadísticas de su carrera en la NBA

### Temporada regular
| Año     | Equipo     | PJ  | PT  | MPP  | %TC  | %3P  | %TL  | RPP | APP | ROB | TPP | PPP  |
| ------- | ---------- | --- | --- | ---- | ---- | ---- | ---- | --- | --- | --- | --- | ---- |
| 2005–06 | Sacramento | 67  | 11  | 19.4 | .400 | .285 | .772 | 2.8 | 1.4 | .6  | .7  | 5.6  |
| 2006–07 | Sacramento | 79  | 5   | 17.8 | .429 | .356 | .833 | 2.6 | 1.1 | .6  | .5  | 6.0  |
| 2007–08 | Sacramento | 79  | 20  | 26.5 | .463 | .391 | .779 | 3.3 | 1.6 | 1.2 | .6  | 12.3 |
| 2008–09 | Sacramento | 65  | 36  | 30.4 | .444 | .398 | .820 | 3.4 | 2.3 | 1.2 | 1.0 | 12.7 |
| 2009–10 | Sacramento | 25  | 4   | 23.0 | .466 | .390 | .882 | 2.6 | 1.8 | .4  | .8  | 8.1  |
| 2010–11 | Sacramento | 58  | 34  | 23.9 | .436 | .362 | .855 | 2.3 | 1.2 | .9  | .8  | 9.7  |
| 2011–12 | Sacramento | 49  | 3   | 16.3 | .376 | .290 | .800 | 2.0 | .6  | .7  | .8  | 4.8  |
| 2012–13 | Sacramento | 40  | 15  | 17.8 | .376 | .367 | .857 | 1.7 | 1.1 | .8  | .8  | 5.2  |
| 2012–13 | Houston    | 18  | 5   | 17.7 | .432 | .386 | .857 | 1.3 | 1.1 | .8  | .4  | 6.4  |
| 2013–14 | Houston    | 55  | 4   | 19.7 | .401 | .358 | .526 | 2.2 | 1.1 | .5  | .6  | 5.7  |
| 2014–15 | Houston    | 14  | 0   | 14.3 | .270 | .222 | .250 | 1.2 | 1.1 | .6  | .4  | 3.2  |
| Total   | Total      | 549 | 137 | 21.6 | .427 | .357 | .799 | 2.6 | 1.4 | .8  | .7  | 7.9  |

### Playoffs
| Año   | Equipo     | PJ | PT | MPP  | %TC  | %3P  | %TL   | RPP | APP | ROB | TPP | PPP  |
| ----- | ---------- | -- | -- | ---- | ---- | ---- | ----- | --- | --- | --- | --- | ---- |
| 2006  | Sacramento | 6  | 0  | 6.8  | .455 | .250 | 1.000 | .3  | .2  | .3  | .3  | 2.2  |
| 2013  | Houston    | 6  | 3  | 27.3 | .440 | .459 | .600  | 3.3 | 1.5 | .7  | .8  | 10.7 |
| 2014  | Houston    | 2  | 0  | 11.0 | .333 | .000 | .705  | 1.0 | .0  | .0  | .0  | 3.5  |
| Total | Total      | 14 | 3  | 16.2 | .433 | .409 | .727  | 1.7 | .7  | .4  | .5  | 6.0  |

## Récords personales en un partido

### Temporada regular
| Categoría                 | Récord | Equipo           | Oponente              | Fecha                   |
| ------------------------- | ------ | ---------------- | --------------------- | ----------------------- |
| Puntos                    | 31     | Sacramento Kings | Phoenix Suns          | 21 de noviembre de 2007 |
| Puntos                    | 31     | Sacramento Kings | Golden State Warriors | 8 de abril de 2008      |
| Tiros de campo encestados | 13     | Sacramento Kings | Phoenix Suns          | 21 de noviembre de 2007 |
| Tiros de campo intentados | 25     | Sacramento Kings | Phoenix Suns          | 21 de noviembre de 2007 |
| Triples encestados        | 7      | Sacramento Kings | Dallas Mavericks      | 10 de diciembre de 2012 |
| Triples intentados        | 12     | Sacramento Kings | Dallas Mavericks      | 10 de diciembre de 2012 |
| Tiros libres encestados   | 10     | Sacramento Kings | New York Knicks       | 2 de enero de 2008      |
| Tiros libres encestados   | 10     | Sacramento Kings | Denver Nuggets        | 5 de abril de 2005      |
| Tiros libres intentados   | 13     | Sacramento Kings | New York Knicks       | 2 de enero de 2008      |
| Rebotes ofensivos         | 6      | Sacramento Kings | Memphis Grizzlies     | 10 de abril de 2007     |
| Rebotes defensivos        | 9      | Sacramento Kings | Indiana Pacers        | 12 de enero de 2008     |
| Rebotes                   | 12     | Sacramento Kings | Indiana Pacers        | 12 de enero de 2008     |
| Asistencias               | 7      | Sacramento Kings | Detroit Pistons       | 18 de enero de 2008     |
| Asistencias               | 7      | Sacramento Kings | Oklahoma City Thunder | 1 de febrero de 2009    |
| Robos                     | 5      | Sacramento Kings | Chicago Bulls         | 9 de febrero de 2006    |
| Robos                     | 5      | Sacramento Kings | Seattle SuperSonics   | 10 de febrero de 2007   |
| Robos                     | 5      | Sacramento Kings | Denver Nuggets        | 8 de diciembre de 2007  |
| Robos                     | 5      | Sacramento Kings | San Antonio Spurs     | 14 de abril de 2008     |
| Tapones                   | 5      | Sacramento Kings | Utah Jazz             | 5 de febrero de 2006    |
| Minutos                   | 49:56  | Sacramento Kings | New York Knicks       | 25 de enero de 2006     |

## Vida personal
Francisco García se mudó con su madre Miguelina García y su hermano menor Héctor al Bronx, en New York, cuando estaba en su segundo año de instituto. García fue centro de atención por una desgracia, la muerte en diciembre de 2003 de su hermano Héctor, de 19 años de edad. La noche después del suceso, García anotó 24 puntos ante Seton Hall. Tras recibir la noticia, voló a casa para asistir al funeral.
En su memoria, cada vez que García acude a la línea de tiros libres se golpea el corazón dos veces y apunta al cielo entre cada tiro.